# Osório Carvalho
Osório Smith de Freitas Carvalho (ur. 24 lipca 1981 w Carcavelos) – piłkarz angolski grający na pozycji pomocnika. Od 2016 roku jest zawodnikiem klubu Académica Petróleos. Posiada także obywatelstwo portugalskie.

## Kariera klubowa
Osório urodził się w Portugalii, w rodzinie pochodzenia angolskiego. Karierę rozpoczął w Sportingu. W latach 2000–2002 grał w rezerwach tego klubu. Następnie występował w niższych ligach Portugalii w takich klubach jak: FC Marco, Estrela Portalegre, União SC Paredes, FC Pampilhosa, Odivelas FC, União Sintrense i Juventude SC Évora. W latach 2009–2010 grał na Cyprze w AE Kouklia, a w 2010 roku wyjechał do Angoli, do klubu Recreativo Caála. Występował też w Petro Atlético oraz Benfice Luanda, a w 2016 roku przeszedł do Académiki Petróleos.

## Kariera reprezentacyjna
W reprezentacji Angoli Osório zadebiutował w 2010 roku. W 2012 roku został powołany do kadry na Puchar Narodów Afryki 2012.